# Alex Brendemühl

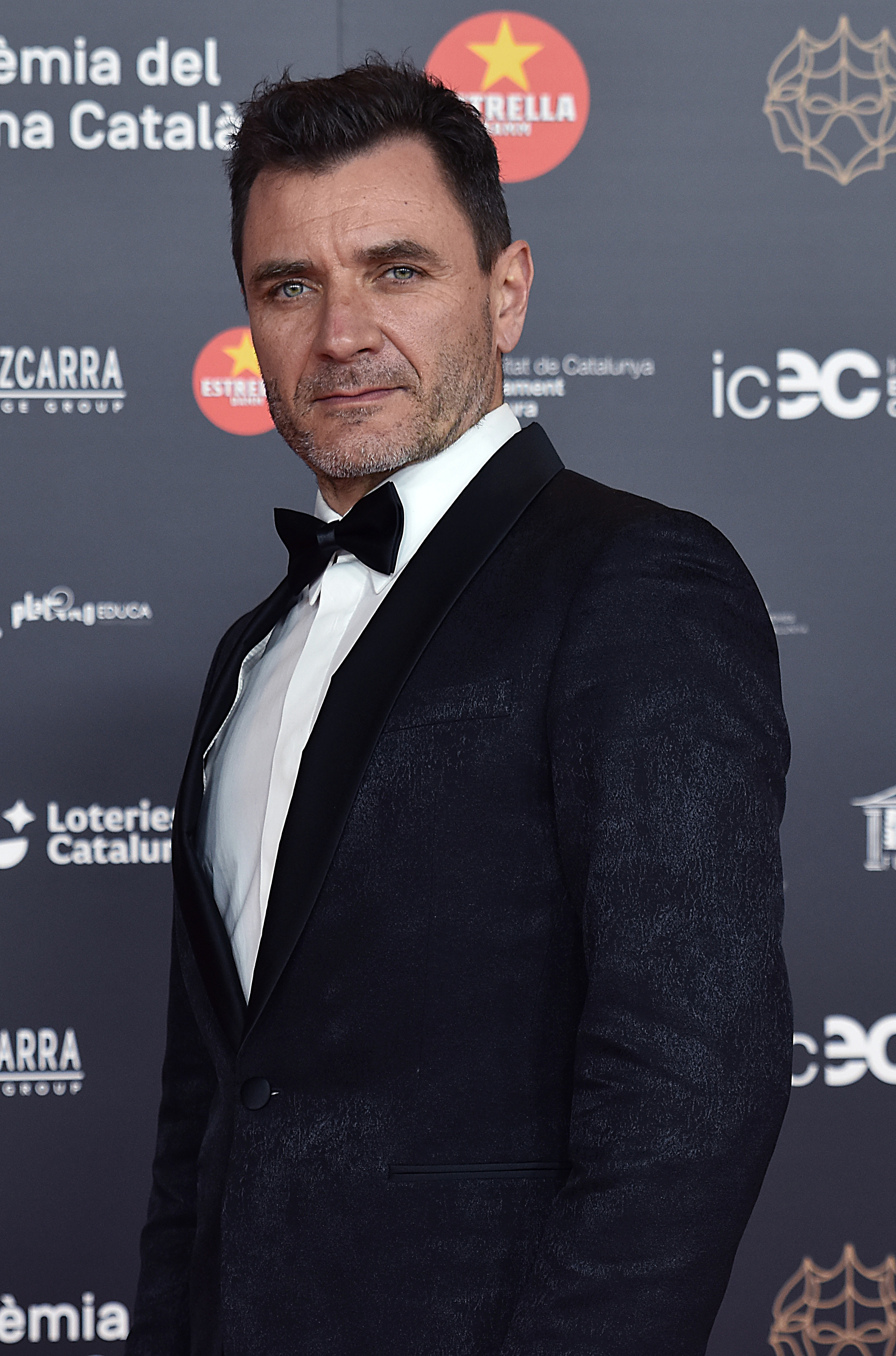
Alex Brendemühl (2021)

Alex Brendemühl, auch Àlex Brendmühl Gubern, (* 27. November 1972 in Barcelona) ist ein spanisch-deutscher Schauspieler.

## Leben
Brendemühl, „halb Spanier, halb Deutscher“, wurde als Sohn eines deutschen Vaters und einer spanischen Mutter geboren. Er wuchs in Barcelona mit drei Muttersprachen auf: Deutsch, Spanisch und Katalanisch. Er besuchte die Deutsche Schule Barcelona und absolvierte eine Schauspielausbildung im Fachbereich Darstellende Kunst an der Real Escuela de Arte Dramático (RESAD) in Madrid. Danach war er hauptsächlich als Theaterschauspieler und Synchronsprecher tätig. Im Laufe seiner Karriere spielte Brendemühl regelmäßig immer wieder Theater. 2004 trat er im Theater Sala Beckett in Barcelona in der Uraufführung des katalanischen Theaterstücks Plou a Barcelona (dt.: Regen in Barcelona) von Pau Mirò auf. 2006 spielte er am Teatre Lliure in Barcelona in Bales i Ombres von Pau Mirò. 2010 trat er, unter der Regie von Roger Gual, in Más allá del Puente am Teatre Borràs in Barcelona und am Lara Theatre in Madrid auf.
Ab Mitte der 1990er Jahre war Brendemühl in zahlreichen spanischen Fernsehserien und Kinofilmen zu sehen, in denen er anfangs größere und kleinere Nebenrollen spielte. 
Sein Kinodebüt gab er 1995 in dem Episodenfilm El perquè de tot plegat (Episode: Despit). Seine erste Hauptrolle hatte er 1998 als Juan in der spanischen Filmkomödie Un banco en el parque von Agustí Vila. Darin spielte er einen jungen Mann, der kürzlich von seiner Freundin verlassen wurde und sich nun auf neue Bekanntschaften mit mehreren Frauen einlässt, die er auf einer Parkbank oder in einer Bar trifft. Für seine Rolleninterpretation erhielt er 2000 auf dem Filmfestival in Toulouse den Preis in der Kategorie „Bester Nachwuchsdarsteller“.  
Der große Durchbruch gelang ihm 2003 mit der Hauptrolle in dem Kriminaldrama Las horas del día von Jaime Rosales. Brendemühl verkörperte darin einen „unscheinbaren Boutique-Besitzer, der als Serienkiller die Einwohner von Barcelona in Angst versetzt“. In dem Liebesdrama En la ciudad (2003) spielte er den von seiner Ehefrau getrennt lebenden Lehrer Tomás, der ein Verhältnis mit seiner 16-jährigen Schülerin hat. In dem Filmdrama 53 días de invierno (2006) spielte er den verheirateten Wachmann Celso, der in großen finanziellen Schwierigkeiten steckt und erfährt, dass er erneut Vater wird, diesmal von Zwillingen. Für seine Rolle erhielt Brendemühl den Premio Sant Jordi in der Kategorie „Bester Schauspieler“. In dem auf Mallorca spielenden Filmdrama Yo (2007) verkörperte er den mysteriösen deutschen Gastarbeiter Hans, der inkognito auf die Insel kommt, um ein neues Leben zu beginnen. Für diese Rolle wurde er 2008 ebenfalls mit dem Premio Sant Jordi und beim Filmfestival in Toulouse in der Kategorie „Bester Hauptdarsteller“ ausgezeichnet.
In der Filmbiografie Die zwei Leben des Andrés Rabadán (Les dues vides d'Andrés Rabadán) übernahm Brendemühl 2008 die Titelrolle. Er verkörperte den Mörder Andrés Rabadan, den „Verrückten mit der Armbrust“, der in den 1990er Jahren seinen Vater tötete, mehrere Züge zum Entgleisen brachte und dadurch traurige Berühmtheit erlangte. 2010 wurde er für seine schauspielerische Leistung in dieser Rolle mit dem Premio Gaudí (katalanischer Filmpreis) in der Kategorie „Bester Hauptdarsteller“ ausgezeichnet. In dem Thriller Rabia – Stille Wut (2009) spielte er als Alvaro Torres den Sohn des Hauses. In der Romanverfilmung Die Vermessung der Welt (2012) hatte er eine Nebenrolle als Pater Zea. In dem argentinischen Film Wakolda (2013, intern. Titel: The German Doctor) verkörperte er in der Hauptrolle den KZ-Arzt Josef Mengele. 
In deutschen Fernsehen war Alex Brendemühl in dem Liebesdrama Die Liebe der Kinder (2009) zu sehen. Er verkörperte darin, an der Seite von Marie-Lou Sellem, den pragmatischen Baumschneider Robert, dessen 17-jähriger Sohn sich in die Tochter seiner neuen Lebensgefährtin verliebt. In der ZDF-Krimireihe Kommissarin Lucas spielte er in dem Fernsehfilm Der Wald (Erstausstrahlung: April 2015) den Totalaussteiger Peter Schwertz, der mit seinen beiden Töchtern im Wald in der Nähe des Tatorts lebt. Im Dortmunder Tatort: Inferno (Erstausstrahlung: April 2019) war er der Psychiater und Chefarzt Dr. Dr. Andreas Norstädter, der keine Approbation besitzt und mit gefälschten Zeugnissen seine Karriere aufbaute; Brendemühls Darstellung wurde in TV-Kritiken als „eindrucksvoll“, „fantastisch“ und „brillant“ gelobt.
Brendemühl lebt in Barcelona. Er besitzt die spanische Staatsangehörigkeit.

## Filmografie (Auswahl)
- 1995: El perquè de tot plegat (Episodenfilm, Segment Despit)
- 1996: El diari d’Anna Frank (Fernsehfilm)
- 1996: Razones sentimentales
- 1997: El retaule del flautista (Fernsehfilm)
- 1999: Pirata (Fernsehfilm)
- 1999: Sobreviviré
- 1999: Un banco en el parque
- 2000: Una bella inquietud
- 2000: Nosotras
- 2003: Las horas del día
- 2003: En la ciudad
- 2004: Inconscientes
- 2004: Entre vivir y soñar
- 2005: Vorvik
- 2006: Remake
- 2006: Der Stuhl (La silla)
- 2006: 53 días de invierno
- 2007: Yo
- 2007: Die Stille vor Bach
- 2008: Die zwei Leben des Andrés Rabadán (Les dues vides d'Andrés Rabadán)
- 2009: Rabia – Stille Wut (Rabia)
- 2009: Die Liebe der Kinder
- 2009: El cónsul de Sodoma
- 2010: Héroes
- 2010: Wolfsbrüder (Entrelobos)
- 2012: Die Vermessung der Welt
- 2012: Painless – Die Wahrheit ist schmerzhaft (Insensibles)[12]
- 2013: Eltern
- 2013: Wakolda
- 2014: Notruf Hafenkante – Kampf der Herzen
- 2015: Hedi Schneider steckt fest
- 2015: Parisiennes
- 2015: Kommissarin Lucas – Der Wald
- 2015: Die Abmachung
- 2015: L’artèria invisible
- 2015: Ma Ma - Der Ursprung der Liebe (Ma ma)
- 2015: Freunde fürs Leben (Truman)
- 2015: Carlos, Rey Emperador (Fernsehserie)
- 2015: Chiamatemi Francesco – Il Papa della gente
- 2016: Böser Wolf – Ein Taunuskrimi (Fernseh-Zweiteiler)
- 2016: Die Frau im Mond – Erinnerung an die Liebe (Mal de pierres)
- 2017: Django – Ein Leben für die Musik (Django)
- 2016: 7 años
- 2017: Detour (Fernsehfilm)
- 2017: Der Kriminalist: Esthers Geheimnis (Fernsehserie, Doppelfolge)
- 2017: Rewind – Die zweite Chance
- 2018: Transit
- 2018: Auferstehen (La prière)
- 2019: Tatort: Inferno
- 2019: Der Taucher
- 2020: Tanz der Unschuldigen (Akelarre)
- 2021: Le Prince
- 2023: Die Tagebücher von Adam und Eva
- 2024: Mary & George (Miniserie, 1 Folge)
- 2024: Die Rote Königin (Reina Roja, Miniserie, 5 Folgen)
- 2024: Teuflisches Gold (Escanyapobres)
- 2025: Das Glück der Tüchtigen